# Marquesado de Valenzuela
El marquesado de Valenzuela es un título nobiliario español creado por el rey Felipe IV por real decreto del 10 de septiembre de 1624 y real despacho del 5 de septiembre de 1625 favor de Antonio Domingo Fernández de Córdoba y Lasso de Castilla, señor de Órgiva y de Busquitar y caballero de la Orden de Calatrava.
Su nombre se refiere a la localidad cordobesa de Valenzuela, cuyo señorío fue concedido en la segunda mitad del siglo XV al III conde de Cabra.

## Marqueses de Valenzuela
|                        | Titular                                                      | Periodo                |
| Creación por Felipe IV | Creación por Felipe IV                                       | Creación por Felipe IV |
| ---------------------- | ------------------------------------------------------------ | ---------------------- |
| I                      | Antonio Domingo Fernández de Córdoba y Lasso de Castilla     | 1624-1642              |
| II                     | Álvaro Luis Fernández de Córdoba y Ayala                     | 1642-1669              |
| III                    | Antonio Domingo Fernández de Córdoba y Castilla              | 1669-1713              |
| IV                     | Francisco Antonio Egas-Venegas Fernández de Córdoba          | 1713-1727              |
| V                      | María Vicenta Egas-Venegas de Córdoba y Venegas de Córdoba   | 1727-1786              |
| VI                     | Francisco de Paula Fernández de Córdoba y Venegas de Córdoba | 1786-1796              |
| VII                    | Cristóbal Rafael Fernández de Córdoba y Pérez de Barradas    | 1796-1833              |
| VIII                   | Cristóbal José Fernández de Córdoba y Rojas                  | 1833-1873              |
| IX                     | Cristóbal Fernández de Córdoba y González de Aguilar         | 1873-1878              |
| X                      | José María de la Puerta y Fernández de Córdoba               | 1897-1932              |
| XI                     | José María de la Puerta y la Cruz                            | 1932-1966              |
| XII                    | Álvaro de la Puerta y Salamanca                              | 1966-1990              |
| XIII                   | José María de la Puerta y Cuello                             | 1990-2006              |
| XIV                    | Luis Alejandro de la Puerta y Ferriol                        | 2006-actual titular    |

- Antonio Domingo Fernández de Córdoba y Lasso de Castilla (m. 1642), I marqués de Valenzuela, I señor de Taja del estado de Órgiva y de Busquístar en Granada, caballero de Calatrava y gentilhombre de boca de Felipe II de Castilla.[2]

Casó en primeras nupcias con Luisa de Ayala y Busando (nieta de Pedro López de Ayala), en segundas con su sobrina Ana María de Córdoba y Pisa y en terceras nupcias con Antonia de Bracamonte y Zapata. Le sucedió su hijo del primer matrimonio:
- Álvaro Luis Fernández de Córdoba y Ayala (1593-1669),[3] II marqués de Valenzuela y señor de Taja del estado de Órgiva y de Busquístar en Granada.[1]

Casó en primeras nupcias en 1619 con María Spínola Eraso, sin descendencia. Después, casó, siendo su segundo esposo con Ana de Castilla y Lasso de Castilla. Contrajo terceras nupcias con María de Velasco. Le sucedió su hijo del segundo matrimonio:
- Antonio Domingo Fernández de Córdoba y Castilla (baut, en la parroquia de Santa Escolástica de Granada, 8 de diciembre de 1638-1713), III marqués de Valenzuela,[1][4] señor de Taja del estado de Órgiva y de Busquístar en Granada, caballero de la Orden de Santiago y teniente hermano mayor de la Real Maestranza de Caballería de Granada.[1]

Casó el 13 de noviembre de 1657, en la parroquia de Nuestra Señora de la Estrella de Villamanrique de Tajo, con su prima, Juana Lasso de Castilla y Villarroel, III condesa de Villamanrique de Tajo. Le sucedió su nieto, hijo de Carlos José Egas-Venegas y Villegas, V alférez mayor de Gibraltar y señor de la Torre de Dos-Barrios y regidor perpetuo de Gibraltar,  y de Ana Lorenza Fernández de Córdoba y Lasso de Castilla.
- Francisco Antonio Egas-Venegas Fernández de Córdoba (Priego, 29 de enero de 1688-1727) IV marqués de Valenzuela (por derechos recibidos de su madre).[6] Testó en Granada e 2 de marzo de 1727 y falleció poco después, antes de cumplir los cuarenta años.[7]

Casó el 11 de septiembre de 1712, en Córdoba, con María Josefa Egas-Venegas Fernández de Córdoba y Manrique de Lara. Le sucedió su hija:
- María Vicenta Egas-Venegas de Córdoba y Venegas de Córdoba (Granada, 2 de enero de 1718-1786),[8] V marquesa de Valenzuela y V condesa de Luque,[9][10] señora de Benahavis y el Daidín.

Casó el 9 de octubre de 1731, en Granada, con Cristóbal Rafael Fernández de Córdoba y Ordóñez, VIII marqués de Cardeñosa, IV marqués de Algarinejo señor de Zuheros, alférez mayor perpetuo de Granada y Gibraltar y veinticuatro de Córdoba y Granada. Le sucedió su hijo:
- Francisco de Paula Fernández de Córdoba y Venegas de Córdoba (Algarinejo, 10 de septiembre de 1739-Loja, 16 de diciembre de 1796),[12] VI marqués de Valenzuela,[9] V marqués de Algarinejo,  X marqués de Cardeñosa y XI señor de Zuheros.[13]

Casó en primeras nupcias en 1754 con Leonor Pérez de Barradas y Fernández de Henestrosa y en segundas, siendo su segundo marido, con María Joséfa Álvarez de las Asturias Bohorques Vélez. Le sucedió su hijo del primer matrimonio:
- Cristóbal Rafael Fernández de Córdoba y Pérez de Barradas (Guadix, 27 de febrero de 1761-Granada, 27 de abril de 1833),[15] VII marqués de Valenzuela, VI marqués de Algarinejo, VII conde de Luque, XI marqués de Cardeñosa, XII señor de Zuheros[14] y alférez mayor de Gibraltar.[16]

Contrajo un primer matrimonio en 1787 con María Antonia Pérez del Pulgar (m. 1789). Se casó en segundas nupcias en agosto de 1801, en Antequera, con María del Carmen Rojas y Narváez (1785-1812), hija de José María de Rojas y del Rosal y de María Teresa Narváez y Chacón. Casó en terceras nupcias el 28 de diciembre de 1818 con Micaela Díez de Tejada. Le sucedió su hijo del segundo matrimonio:
- Cristóbal José Fernández de Córdoba y Rojas (Granada, 6 de marzo de 1804-Sevilla, 6 de septiembre de 1873),  VIII marqués de Valenzuela, VII marqués de Algarinejo,[14] VIII conde de Luque, XII marqués de Cardeñosa y XIII señor de Zuheros.[14]

Casó en primeras nupcias con María del Valle González de Aguilar-Ponce de León y Espinosa. Le sucedió su hijo:
- Cristóbal Fernández de Córdoba y González de Aguilar (m. 13 de noviembre de 1878), IX marqués de Valenzuela,[14], VIII marqués de Algarinejo, IX conde de Luque y XIII marqués de Cardeñosa.[14]

Le sucedió su sobrino, hijo de su hermana María del Carmen y José María de la Puerta y Grajera:
- José María de la Puerta y Fernández de Córdoba (Écija, 6 de febrero de 1854-Burgos, 3 de junio de 1932), X marqués de Valenzuela,[14] IX marqués de Algarinejo, X conde de Luque y XIV marqués de Cardeñosa.[19][14]

Casó en primeras nupcias en 1876 con María de la Aurora de Saavedra Parejo, con quien tuvo dos hijas. Contrajo un segundo matrimonio en 1881 con Ana Enriqueta de la Cruz y Díaz. Le sucedió su hijo del segundo matrimonio:
- José María de la Puerta y de la Cruz (m. 1966), XI marqués de Valenzuela,[14].[14]

Casó con María Lourdes Patonicinio de Salamanca y Ramírez de Haro. Le sucedió su hijo:
- Álvaro de La Puerta y Salamanca (Madrid, 12 de diciembre de 1929-4 de noviembre de 1990), XII marqués de Valenzuela.[6]

Sin descendencia, le sucedió:
- José María de La Puerta y Cuello (Málaga, 10 de junio de 1951-2006), XIII marqués de Valenzuela,[14] XIII conde de Luque y XVI marqués de Cardeñosa.[21]

Casó el 23 de mayo de 1981, en Mijas, con Brigitte Ferriol y Bringand. Le sucedió su hijo:
- Luis Alejandro de La Puerta y Ferriol (n. Torremolinos, 3 de mayo de 1991), XIV marqués de Valenzuela.[14][22]